# Гауенштайн-Іфенталь
Гауенштайн-Іфенталь (нім. Hauenstein-Ifenthal) — громада  в Швейцарії в кантоні Золотурн, округ Госген.

## Географія
Громада розташована на відстані близько 60 км на північний схід від Берна, 32 км на північний схід від Золотурна.
Гауенштайн-Іфенталь має площу 5,4 км², з яких на 8,1% дозволяється будівництво (житлове та будівництво доріг), 51% використовуються в сільськогосподарських цілях, 40,5% зайнято лісами, 0,4% не є продуктивними (річки, льодовики або гори).

## Демографія
2019 року в громаді мешкало 308 осіб (-1,6% порівняно з 2010 роком), іноземців було 11%. Густота населення становила 58 осіб/км².
За віковим діапазоном населення розподілялося таким чином: 22,7% — особи молодші 20 років, 60,4% — особи у віці 20—64 років, 16,9% — особи у віці 65 років та старші. Було 121 помешкань (у середньому 2,5 особи в помешканні).
Із загальної кількості 88 працюючих 38 було зайнятих в первинному секторі, 8 — в обробній промисловості, 42 — в галузі послуг.